# 泡泡音樂節
泡泡音乐节（英語譯名：Foam Party），簡稱泡泡趴，是起源于2012年垦丁（垦丁春天音乐季）所举办的一个音乐节活动，通常會依照舉辦的地點加以冠名，如在墾丁舉辦的泡泡音樂節就會被稱為「墾丁泡泡音樂節」，在廈門舉辦的泡泡音樂節就會被稱為「廈門泡泡音樂節」。

## 活動特色／主要內容
泡泡音乐节為臺灣本土特色音乐节之一，最早是2012年在臺湾屏東垦丁南湾休憩区举办，主要是结合艺人DJ、泡泡和周边活动的音乐节，部分灵感源自于西班牙“Ibiza Island”的Foam Party。2012年后开始結合不同主題在不同地区举办，在2013年除了墾丁場以外，另外也在臺北和高雄舉辦，而2016年更首度跨海至中国大陆福建厦门举办「厦门泡泡音乐节」，為继「简单生活节」、「春浪音乐节」后于中国大陆落地並成功舉辦的臺湾本土音乐节。

## 歷年活動

### 墾丁南灣 2012 Foam Party 瘋派對[7]
| 活動日期   | 2012年4月6日(五)~4月7日(六)，共兩日                               | 2012年4月6日(五)~4月7日(六)，共兩日                               |
| 舉辦地點   | 台灣屏東縣恆春鎮墾丁國家公園南灣遊憩區                            | 台灣屏東縣恆春鎮墾丁國家公園南灣遊憩區                            |
| 演出DJ、MC | DJ Tony、DJ Sharon、DJ Double P、DJ Jet、DJ AJ、DJ Fett、MC K TWO | DJ Tony、DJ Sharon、DJ Double P、DJ Jet、DJ AJ、DJ Fett、MC K TWO |

### 『青島啤酒』2013墾丁萬人泡泡趴[8][9]
| 活動日期   | 2013年4月4日(四)~4月6日(六)，共三日                                                                                          | 2013年4月4日(四)~4月6日(六)，共三日                                                                                          |
| 舉辦地點   | 台灣屏東縣恆春鎮墾丁國家公園福華大飯店                                                                                       | 台灣屏東縣恆春鎮墾丁國家公園福華大飯店                                                                                       |
| 演出DJ、MC | DJ Webbie、DJ Swallow、DJ Sharon、DJ Double P、DJ Jet、DJ AJ、DJ Fett、 DJ Double Jay、DJ KaiWëi、DJ Dori、MC K TWO、MC 阿南 | DJ Webbie、DJ Swallow、DJ Sharon、DJ Double P、DJ Jet、DJ AJ、DJ Fett、 DJ Double Jay、DJ KaiWëi、DJ Dori、MC K TWO、MC 阿南 |

### 魔幻泡泡趴 Magic Foam Party【高雄場】[10]
| 活動日期   | 2013年8月23日(五)                                                                 | 2013年8月23日(五)                                                                 |
| 舉辦地點   | 台灣高雄市鹽埕區中正四路274號 （高雄國際會議中心 ICCK）                           | 台灣高雄市鹽埕區中正四路274號 （高雄國際會議中心 ICCK）                           |
| 演出DJ、MC | DJ Sharon、DJ Double P、DJ COLA、DJ AJ、DJ DINDIN、DJ Mr.Skin、MC K TWO 、MC Mark | DJ Sharon、DJ Double P、DJ COLA、DJ AJ、DJ DINDIN、DJ Mr.Skin、MC K TWO 、MC Mark |

### 魔幻泡泡趴 Magic Foam Party【台北場】[10]
| 活動日期   | 2013年9月7日(六)                                                                      | 2013年9月7日(六)                                                                      |
| 舉辦地點   | 台灣台北市信義區松壽路22號5樓 （NEO STUDIO展演館）                                    | 台灣台北市信義區松壽路22號5樓 （NEO STUDIO展演館）                                    |
| 演出DJ、MC | DJ Sharon、DJ Double P、DJ Nick、DJ Asta、DJ Chang Nior、DJ DORI、MC Angel 、MC K TWO | DJ Sharon、DJ Double P、DJ Nick、DJ Asta、DJ Chang Nior、DJ DORI、MC Angel 、MC K TWO |

### 2014墾丁泡泡趴 Foam Party[11]
| 活動日期       | 2014年4月4日(五)-4月5日(六)，共兩天                                                   | 2014年4月4日(五)-4月5日(六)，共兩天                                                   |
| 舉辦地點       | 台灣屏東縣恆春鎮墾丁國家公園福華大飯店                                                | 台灣屏東縣恆春鎮墾丁國家公園福華大飯店                                                |
| 主持人         | CIRCUS                                                                                | CIRCUS                                                                                |
| 演出歌手及藝人 | 謝金燕、MP魔幻力量、丁噹、袁詠琳、洛克兄弟、The Yugins於京樂團                        | 謝金燕、MP魔幻力量、丁噹、袁詠琳、洛克兄弟、The Yugins於京樂團                        |
| 演出DJ、MC     | DJ Sharon、DJ Double P、DJ Nick、DJ Asta、DJ Chang Nior、DJ DORI、MC Angel 、MC K TWO | DJ Sharon、DJ Double P、DJ Nick、DJ Asta、DJ Chang Nior、DJ DORI、MC Angel 、MC K TWO |

### 2015墾丁泡泡音樂節 Foam Party[12]
| 活動日期       | 2015年4月3日(五)-4月5日(日)，共三天                                                   | 2015年4月3日(五)-4月5日(日)，共三天                                                   |
| 舉辦地點       | 台灣屏東縣恆春鎮墾丁國家公園福華大飯店                                                | 台灣屏東縣恆春鎮墾丁國家公園福華大飯店                                                |
| 主持人         | KID林柏昇、纳豆(林郁智)                                                               | KID林柏昇、纳豆(林郁智)                                                               |
| 演出歌手及藝人 | 安心亞、大嘴巴、黃明志、Kimberley陳芳語、浩角翔起、八三夭樂團                         | 安心亞、大嘴巴、黃明志、Kimberley陳芳語、浩角翔起、八三夭樂團                         |
| 演出DJ、MC     | DJ Sharon、DJ Double P、DJ Nick、DJ Asta、DJ Chang Nior、DJ DORI、MC Angel 、MC K TWO | DJ Sharon、DJ Double P、DJ Nick、DJ Asta、DJ Chang Nior、DJ DORI、MC Angel 、MC K TWO |

### 2016廈門泡泡音樂節[13]
| 活動日期       | 2016年7月23日(六)-7月24日(日)，共兩天 | 2016年7月23日(六)-7月24日(日)，共兩天 |
| 舉辦地點       | 中國大陸福建廈門市海滄體育中心體育場 | 中國大陸福建廈門市海滄體育中心體育場 |
| 主持人         | KID林柏昇、小甜甜(張可昀) | KID林柏昇、小甜甜(張可昀) |
| 演出歌手及藝人 | F.I.R飛兒樂團 （臺灣）、陳綺貞 （臺灣）、魏如昀 （臺灣）、李唯楓 （臺灣）、中間方式樂隊（中國大陸）、黑貓樂隊（中國大陸）、NAGA樂隊（中國大陸）、在路上樂隊（中國大陸）、大耳朵樂隊（中國大陸）、扭蛋組合（中國大陸）         | F.I.R飛兒樂團 （臺灣）、陳綺貞 （臺灣）、魏如昀 （臺灣）、李唯楓 （臺灣）、中間方式樂隊（中國大陸）、黑貓樂隊（中國大陸）、NAGA樂隊（中國大陸）、在路上樂隊（中國大陸）、大耳朵樂隊（中國大陸）、扭蛋組合（中國大陸）         |
| 演出DJ、MC     | DJ spider（中國大陸）、DJ PINX （臺灣）、DJ SEXY QUEEN（中國大陸）、DJ Swallow（臺灣）、DJ Mickey（臺灣）、DJ Swallow（臺灣）、DVJ-KING（中國大陸）、DJ Double-P（臺灣）、DJ Queena（臺灣）、MC ZACH（臺灣）、MC ANGO（臺灣） | DJ spider（中國大陸）、DJ PINX （臺灣）、DJ SEXY QUEEN（中國大陸）、DJ Swallow（臺灣）、DJ Mickey（臺灣）、DJ Swallow（臺灣）、DVJ-KING（中國大陸）、DJ Double-P（臺灣）、DJ Queena（臺灣）、MC ZACH（臺灣）、MC ANGO（臺灣） |

### 2018墾丁泡泡音樂節 Foam Music Festival[14]
| 活動日期       | 2018年4月4日(三)-4月5日(四)，共兩天 | 2018年4月4日(三)-4月5日(四)，共兩天 |
| 舉辦地點       | 台灣屏東縣恆春鎮墾丁國家公園南灣遊憩區 | 台灣屏東縣恆春鎮墾丁國家公園南灣遊憩區 |
| 主持人         | KID林柏昇、黃於恩 溫妮、黃琳媛 Aileen | KID林柏昇、黃於恩 溫妮、黃琳媛 Aileen |
| 演出歌手及藝人 | 謝和弦 R-chord、Julia Wu 吳卓源、魏如昀、熊仔、MP魔幻力量鼓鼓 | 謝和弦 R-chord、Julia Wu 吳卓源、魏如昀、熊仔、MP魔幻力量鼓鼓 |
| 演出DJ、MC     | G5SH、DJ Douple-P、DJ Mickey、DJ Nick Liu、DJ Swallow（妖嬌）、DJ Queena、DJ PINX aka LiveFast 瀨飛、DJ EN、DJ MEDICINE、DvDJ A.J、D-Raze the SoulJunkie、跨院MC Zach、MC Ktwo | G5SH、DJ Douple-P、DJ Mickey、DJ Nick Liu、DJ Swallow（妖嬌）、DJ Queena、DJ PINX aka LiveFast 瀨飛、DJ EN、DJ MEDICINE、DvDJ A.J、D-Raze the SoulJunkie、跨院MC Zach、MC Ktwo |

## 爭議
泡泡音樂節雖宣傳以進口派對專用泡沫機製造「無毒泡泡」，但環保團體認為大量噴灑泡泡不僅需耗水清理，汙水若截流不當流入河道、海洋，可能汙染國家公園。東華大學海洋生物多樣性及演化研究所助理教授邱郁文指出，製造泡泡的界面活性劑雖不一定有環境荷爾蒙，但很可能破壞生物卵膜，舉辦時間正值珊瑚產卵季，是否會因此受到干擾有待觀察。邱郁文指出，對人體無害不代表對環境無害，界面活性劑若流入河川、海域，不僅會破壞海中生物鰓部、使其黏膜減少，輕者容易受感染，重者會使鰓部出血，甚至直接死亡。

## 外部連結
【Foam Party 泡泡音樂節】facebook粉絲專頁
【Foam Party 泡泡音樂節】官方網站 （页面存档备份，存于）

【Foam Party 泡泡音樂節】微博臺灣站 （页面存档备份，存于）